# Elogio di Leibniz
L′Elogio di Leibniz (Éloge de Leibnitz) è un'opera elogiativo-biografica dell'astronomo e letterato francese Jean Sylvain Bailly, che celebra la memoria del filosofo tedesco Gottfried Wilhelm von Leibniz. L'opera vinse, nel giugno 1768, il prix d'eloquence dell'Accademia di Berlino.

## Elaborazione dell'opera
Se Jean Sylvain Bailly intraprese la carriera di biografo puramente per ambizione e con l'intento di diventare segretario perpetuo dell'Accademia delle scienze non è del tutto chiaro. Sappiamo che Bailly ebbe un flirt con le belles-lettres prima di scoprire la matematica; sappiamo anche che per tutta la vita continuò a scrivere poesie occasionali; abbiamo anche la testimonianza di Lalande secondo cui «il suo gusto per la letteratura lo rilassava dal suo lavoro astronomico». Quello che sappiamo è anche che l'insigne matematico D'Alembert consigliò a Bailly di scrivere biografie elogiative di illustri personaggi del passato, perché era necessario per l'avanzamento di carriera nel mondo accademico.
Nel 1767 l'Accademia di Berlino, una delle più importanti accademie di Prussia, propose un concorso per éloge celebrativi dedicati al fondatore della loro accademia, il famoso filosofo Gottfried Wilhelm von Leibniz. Bailly decise di partecipare, scrivendo un proprio elogio, intitolandolo Éloge de Leibnitz. Al termine del concorso, nella seduta pubblica del 2 giugno 1768, Bailly riuscì a vincere il prix d'eloquence offerto dall'Accademia di Berlino.
Un biografo di Bailly, il celebre matematico François Arago, riporta che quest'opera è del 1767. Questa era infatti, probabilmente, la data in cui tale soggetto fu proposto dall'Accademia di Berlino. Berville, altro biografo di Bailly, è invece ovviamente in errore quando ascrive l'opera al 1769, che è invece la data della seconda edizione. Il premio dell'accademia fu concesso nel giugno 1768 e la prima edizione apparve quell'anno. Può anche darsi che la composizione risalga dunque al 1767, anche se tuttora non vi è evidenza assoluta.
Sebbene alcuni anni prima, il celebre scrittore Bernard le Bovier de Fontenelle avesse scritto un elogio a Leibniz, Arago considera il lavoro di Bailly come un contributo originale alla filosofia leibniziana:
(François Arago nella Biographie de Jean Sylvain Bailly.)
Il pubblico ne fu sorpreso: l'elogio a Leibniz di Fontenelle era stato così forte, completo e dettagliato che nessuno pensava potesse essere addirittura eguagliato. Ma quando il saggio di Bailly, incoronato in Prussia, fu pubblicato, le vecchie impressioni erano abbastanza cambiate. Molti critici affermarono che l'elogio di Bailly a Leibniz poteva essere letto con piacere e beneficio anche dopo quello di Fontenelle.
L′Éloge de Leibnitz non fu comunque un successo assoluto per Bailly. Il testo dell'edizione di Berlino è preceduto infatti da un Jugement de la Classe des Belles-lettres che aggiunge un parere dissenziente dal premio dell'Accademia. Lo stile e la copertura tematica di Bailly sono criticate, e il giudizio si conclude con questa osservazione paternalistica:
(Il Jugement de la Classe des Belles-lettres.)

## Contenuto
Sebbene Arago consideri questo lavoro come un contributo originale alla filosofia leibniziana, l'elogio è più interessante in quello che ci dice di Bailly piuttosto che in ciò che aggiunge su Leibniz.
Bailly, elogiando la figura del filosofo tedesco, scrive così all'inizio dell'opera: 
(Bailly nel suo Éloge de Leibniz.)
Nel testo, Bailly traccia il logico sviluppo del pensiero di Leibniz: i suoi studi di giurisprudenza; il suo successivo interesse per la storia e le istituzioni politiche; l'uomo come creatura sociale; l'uomo come parte della natura; la scienza come spiegazione della natura; e la sua finale spiegazione metafisica dell'uomo, della natura, e di Dio. In queste varie fasi Bailly è libero di divagare, come fa spesso in passaggi lunghi ed eloquenti.

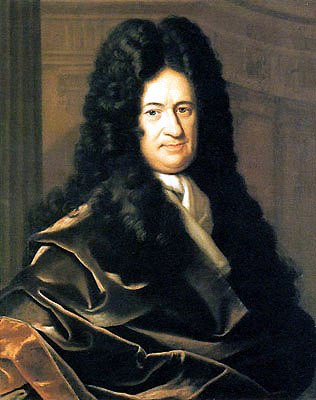
Gottfried Wilhelm von Leibniz.

Leibniz colpì Bailly come esempio potente della compulsione dell'apprendimento, della necessità e della soddisfazione di collegare i fatti ai fatti. Emancipatosi dai suoi studi di legge, Leibniz fu obbligato a rivolgersi alla spiegazione filosofica del diritto e delle sue radici storiche. Egli si rese conto che la legge era il risultato di una catena storica di eventi e che questi eventi formavano l'immagine degli usi e dei costumi dell'uomo.
Leibniz aveva osservato, prima di Montesquieu, che la società era il risultato sia dell'ambiente sia del talento e delle qualità degli uomini che la costituivano. In questo caso Bailly fa riferimento al determinismo geografico, da lui apprezzato e successivamente adoperato nelle opere seguenti: secondo tale teoria le strutture politiche e sociali di un popolo dipendono in parte dall'ambiente in cui esso vive. Leibniz aveva infatti notato, «giustamente» secondo Bailly, la relazione tra libertà, schiavitù, tirannia e democrazia da un lato e clima, terreni, e condizioni fisiche associate dall'altro.

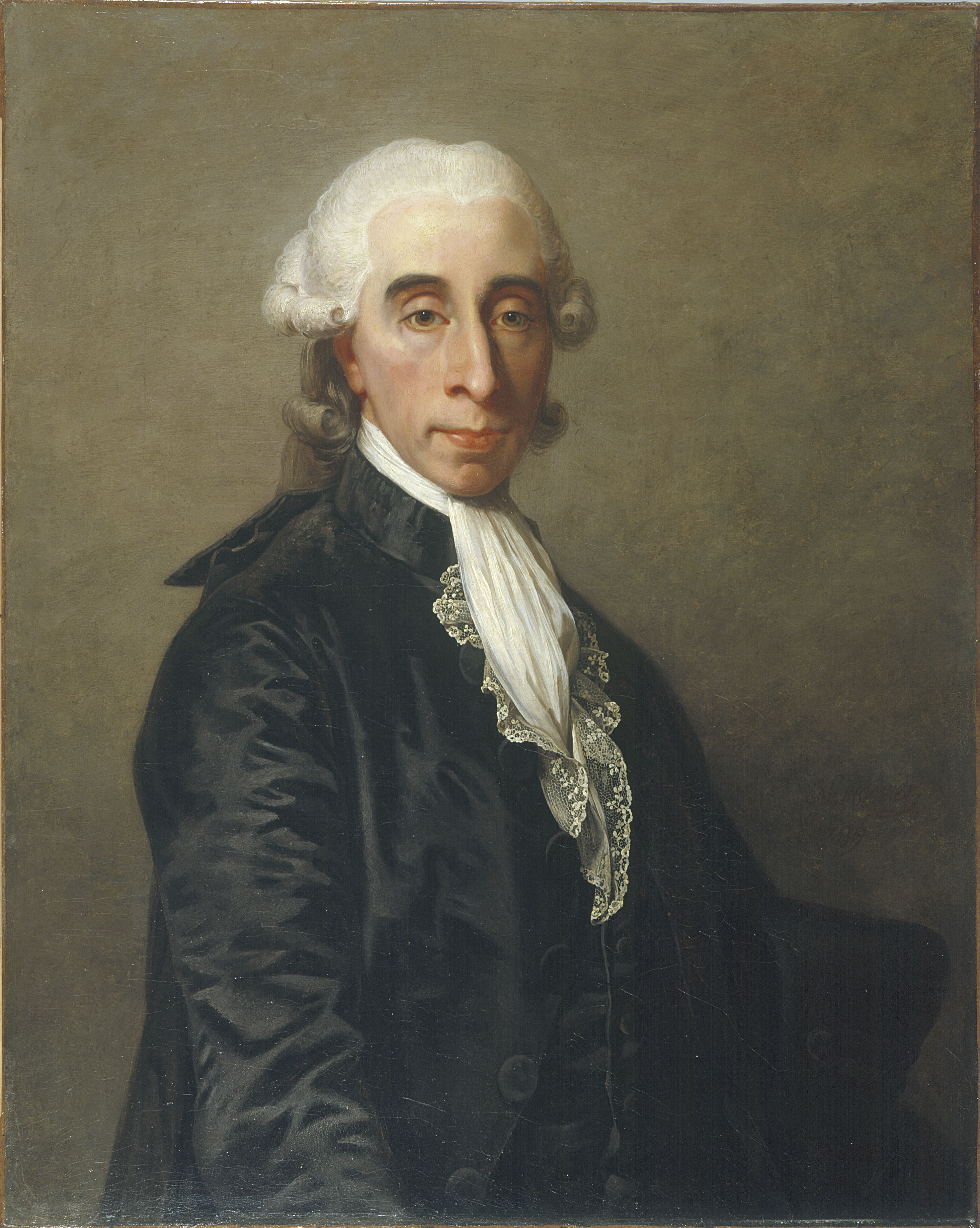
Jean Sylvain Bailly.

Bailly era impressionato dalla qualità universale dei precetti di Leibniz e dalla forza delle sue conclusioni, e aveva imparato da Leibniz a mettere insieme le prove più disparate e a trovare un denominatore comune. Scrive Bailly: «Questi fatti dimostrano fin troppo bene che l'uomo modifica per cause fisiche e morali; e tendono tutte verso un centro, che è l'uomo di natura... quanti usi, così diversi tra loro oggi, denaturati dal da tempo, hanno in realtà la stessa origine!».
Nell'elogio, Bailly, per la prima volta, concepisce la civiltà come un grande fiume che scorre attraverso la storia, costantemente dentro di essa, senza mai diminuire la sua portata. E diventa sua propria ambizione prioritaria ritrovare la fonte di questo fiume,  l'origine della civiltà, all'inizio dei tempi. Come Leibniz, Bailly guardava con stupore e meraviglia all'immenso quadro della conoscenza umana: paleontologia, geologia, botanica, anatomia, medicina, chimica e addirittura l'alchimia. Ma soprattutto Bailly era affascinato dal fenomeno del linguaggio, che definisce «la chiave di tutte le scienze». Da Leibniz aveva imparato che il linguaggio degli antichi avrebbe rivelato «la loro origine e i loro legami fraterni» e che «la lingua universale» della scienza avrebbe reso di nuovo gli uomini tutti fratelli.
Gli studi in astronomia e matematica avevano insegnato a Bailly la meravigliosa semplicità delle leggi fisiche naturali. L'unicità della verità era diventata un culto. La riduzione di tutto lo scibile alla formula matematica, l′omnia ad unum, il sogno di Leibinz, affascinava Bailly.
Se, ad esempio, i movimenti dei satelliti di Giove, come quelli di tutte le stelle e i pianeti e dell'universo stesso possono essere espressi in una semplice equazione scritta dall'uomo, perché allora l'uomo stesso non può essere anch'egli spiegato in termini scientifici? Bailly vedeva ovunque nella filosofia di Leibniz indizi di una verità semplice, un'unica fonte, la formula. «Egli aveva riconosciuto che le verità di tutte le scienze derivano da alcune verità originarie, tradotte e presentate, come nella geometria, in mille forme differenti... Leibnitz estese alle altre scienze la certezza delle scienze esatte». In generale, Bailly aveva solo apprezzamenti per l'erudizione di Leibniz, per le sue scoperte matematiche e le sue teorie scientifiche.

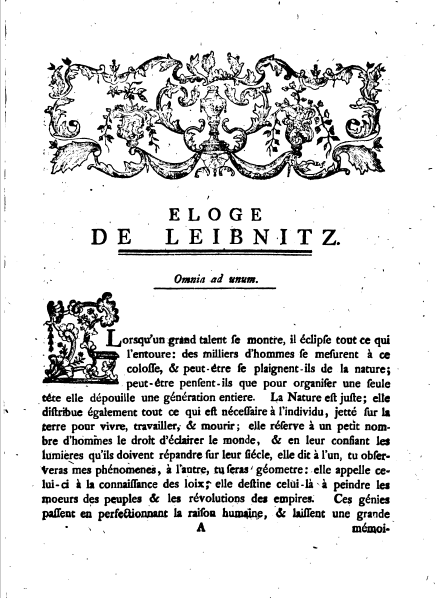
La prima pagina dell'elogio a Leibniz.

Poche volte infatti sembra in disaccordo con Leibniz, che comunque non viene mai criticato apertamente. Una di queste poche eccezioni è la spiegazione che Leibniz dà dell'origine della Terra. La prudente dichiarazione che Bailly fa, ovvero che «questo sistema di Leibniz è forse più audace che solido», è sostenuta da una citazione di due pagine dall′Histoire naturelle di Buffon. Leibniz aveva suggerito che la Terra fosse, in origine, una massa incandescente come tutti gli altri pianeti e che il suo nucleo, raffreddatosi una volta terminato il materiale combustibile, fosse diventato di vetro. Questa ipotesi non era molto differente da quella che Buffon aveva avanzato e che Bailly accettava. Quello che Bailly obiettava era la convinzione di Leibniz che l'intera superficie della Terra fosse stata, in qualche momento del passato, completamente coperta dall'acqua. Per Leibniz infatti, una volta che la crosta della Terra si era raffreddata, le parti umide, che si erano trasformate in vapori, ripiombarono sotto forma di acqua sulla tutta la superficie, coprendola completamente.

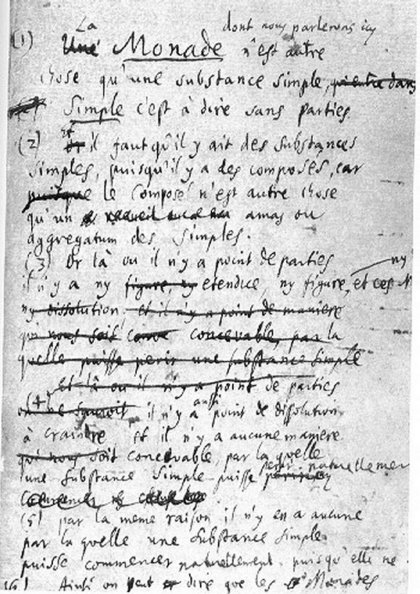
Pagina manoscritta delle Monadologia di Leibniz.

Anche se Bailly ha alcune incomprensioni circa le idee metafisiche di Leibniz, finisce per giudicarle benevolmente. Egli considera la metafisica come speculazione su domande senza risposta e, in quanto tale comunque, un'attività perfettamente valida plaudendo al fatto che il concetto di verosimiglianza, la vraisemblance, possa sostituire, in una riflessione metafisica, quello di verità inaccessibile. In questo elogio Bailly, infatti, si impegna in un tipo di pensiero che era chiamato, in modo un po' sprezzante da i suoi contemporanei, esprit de système; e il criterio che usa, il suo metro di giudizio in tale tipo di pensiero, diventa proprio questo concetto indefinibile ed indispensabile della vraisemblance. L'applicazione di questo criterio alla metafisica di Leibnitz, tuttavia, permette
a Bailly di far trovare spazio ad alcuni suoi dubbi. Sul sistema delle monadi dice ad esempio: «non giudicheremo il grado di verosimiglianza di queste idee: ma converremo che hanno sorpreso per la loro profondità e la loro sublimità».
Sull′harmonie préétablie invece, con un tono un po' critico, si chiede: «forse questo sistema risolve un problema attraverso dei problemi insolubili?». Bailly fa riferimento al fatto che, con tale sistema, Leibniz voleva risolvere le difficoltà nascenti dalla rigida separazione cartesiana della res cogitans (il soggetto pensante, ovvero l’anima) dalla res extensa (la materia, la realtà sensibile, e in particolare il corpo), che rende inintelligibili i rapporti tra le due e quindi il processo della conoscenza e dell’azione. Leibniz intende risolvere tali difficoltà concependo l’Universo come un sistema di monadi, ciascuna delle quali contiene in sé come rappresentazione, implicita o esplicita, la totalità delle altre (il cosiddetto omnia ad unum ovvero il "tutto in tutto"), e svolge tale rappresentazione in modo congruo allo svolgersi di quelle di tutte le altre monadi, pur senza influire direttamente su di esse e senza subirne l’influsso, in una universale harmonie préétablie. Secondo Bailly, probabilmente Leibniz risolve il problema creandone però degli altri, insolubili, citando le obiezioni già fatte sul tema da Pierre Bayle sulla paradossalità dell'influsso causale del tutto in tutto.
Bailly è invece solo leggermente critico quando si occupa del mal moral et physique e del concetto ottimistico del «migliore dei mondi possibili»:
(Bailly nell'Èloge de Leibnitz.)
Questa accusa all'ottimismo non è affatto simile a quella che Voltaire aveva fatto nel Candido dove, con acuta ironia, ribaltava le teorie cristiane della vita dopo la morte e le teorie ottimistiche di stampo metafisico sulla vita umana prendendo di mira soprattutto la monadologia di Leibniz, secondo cui la divina bontà sceglierebbe sempre la migliore combinazione possibile tra le infinite combinazioni delle monadi che costituiscono in mondo. Bailly invece non solo considera la vita dopo la morte come un rifugio dall'oppressione terrena e dalla sofferenza ma contesta l'ottimismo solo per il fatto che esso è invraisemblable («inverosimile»), ma non per il fatto che derivi dalla speculazione metafisica.

### LeNotes pour le discours

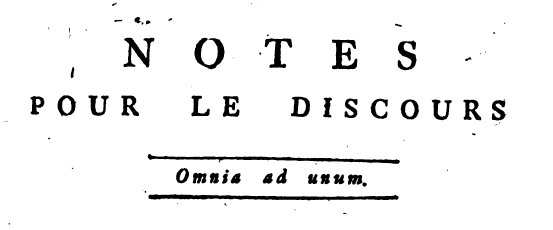
Intestazione della sezione Notes pour le discours.

I dettagli biografici, le fonti edotte e gli argomenti più astrusi sono relegati da Bailly alle numerose note (in totale sessantuno) che seguono il testo nella sezione Notes pour le discours e che occupano praticamente la metà del libro.
Il risultato è dunque un testo molto leggibile e fruibile con prove a sostegno dove, chi le desidera, può trovarle con estrema facilità.
Bailly, nelle note, riconosce il suo debito nei confronti di vari testi: l′Histoire de la vie, et des Ouvrages de Mr. Leibnitz di Louis de Jaucourt; l′Éloge de Leibnitz di Fontenelle; alcuni articoli dell'Encyclopédie; l′Histoire des mathématiques di Jean-Étienne Montucla; il Recueil de diverses pièces sur la philosophie, par Leibnitz, Clarke et Newton di Pierre Des Maizeaux; e, ovviamente, tutti gli scritti di Leibniz reperibili all'epoca.
È ovvio, comunque, come dimostrano le numerose note dell'opera, che Bailly avesse una chiara comprensione dei lavori della maggior parte dei pensatori post-rinascimentali, inclusi Cartesio, Pierre Bayle, John Locke, Giovanni Cassini, Christiaan Huygens, Blaise Pascal, Isaac Barrow, Robert Boyle, i Bernoulli, e di tanti altri che lui cita nel commentare il pensiero di Leibniz.

## Analisi: il ruolo delphilosophe
In questo elogio per la prima volta possono essere trovati i metodi di composizione che Bailly usò nelle sue opere maggiori; qui si trova la sua "profession de foi" come uomo dell'Illuminismo; qui si trova l'intero tessuto, sotto forme abbozzate, del lavoro della sua vita - il nucleo delle idee, le fonti da esplorare, il metodo comparativo, la fiducia nell'unicità della verità, l'inclinazione umanitaria, e la certezza del progresso umano. «La filosofia — dice Bailly — è l'uso della ragione esteso a tutto ciò che ci circonda e riportato su noi stessi...».
L'analisi di questo elogio, che è, dopotutto, un lavoro minore, è pertinente alla questione dei rapporti di Bailly con i philosophes. Bailly dimostra, in quest'opera, di essere non solo un amico dei philosophes, ma praticarente uno di loro.

### Definizione delphilosophe
La definizione che Bailly dà del ruolo del philosophe si trova nelle ultime pagine dell'Éloge de Leibnitz. Come la maggior parte degli scrittori del XVIII secolo, egli attribuisce al philosophe una visione superiore del mondo basata sulla sua universalità di interessi:
(Bailly nell′Éloge de Leibnitz.)
La sottile distinzione tra verità (vérité) e conoscenza (connaissances) è, verrebbe il sospetto, una differenza di grado piuttosto che di categoria. La conoscenza, per Bailly, sembra essere per il vulgaire, mentre la verità è in qualche misura accessibile solo al philosophe, che - con l'universalità dei suoi interessi e del suo pensiero - diventa l'interprete della natura e il quindi strumento massimo del progresso umano.
Ma se questa universalità del pensiero permette al philosophe di giudicare e di controllare la società, gli insegna anche ad avere una certa integrità morale, che agisce come forza frenante.
(Bailly nell′Éloge de Leibnitz.)

### Unphilosopheriformatore
Bailly fu accusato, a più riprese, nel corso della sua vita, di essere sempre titubante su qualsiasi questione che coinvolgesse l'autorità costituita, ad esempio, la chiesa o la monarchia. Arago dice: «Il patriottismo di Bailly avrebbe potuto, o per meglio dire, avrebbe dovuto essere più sensibile, più ardente, più orgoglioso... Bossuet, Massillon, Bourdaloue facevano risuonare dal pulpito parole molto più audaci». Nourrisson, che non era amico né della Rivoluzione né di Bailly, dice: «Bailly a volte si pone come campione delle autorità e difensore della monarchia... a volte, al contrario, anzi, il più delle volte, è un discepolo di Rousseau che perora, parlando solo di patti, di repubblica, del popolo , della filosofia, della virtù» e continua: «amico degli enciclopedisti, abbondantemente imbevuto delle loro idee, anche protetto dai più famosi di loro, Bailly tuttavia accuratamente si astenne dal collaborare per l'Encyclopédie».
Se Bailly non sembra rivoluzionario neanche nei toni di questo elogio, è perché lui non fu mai un vero rivoluzionario né nel 1768 né nel 1789; fu, al più, un riformatore nel mettere in dubbio il sistema precostituito dell'assolutismo senza però mai intaccare l'esistenza dell'istituzione monarchica.
Le sue nozioni di riforma, come philosophe riformatore, erano comunque moderate e fondate perlopiù, ad esempio, sui precetti filosofici, come dimostra anche un passaggio di questo elogio:
(Bailly nell′Éloge de Leibnitz.)
La moderazione, in un'epoca di riforme rivoluzionarie, può essere facilmente confusa con la timidezza. È stata una convinzione radicata e completamente infondata quella che ha fatto sì che Bailly venisse associato, nel corso dei secoli, o con i philosophes più ardentemente rivoluzionari, o - completamente all'opposto - con i philosophes amanti dell'assolutismo il che, durante la Rivoluzione, lo espose ad accuse infondate di tradimento.